# Dolmen di Viera

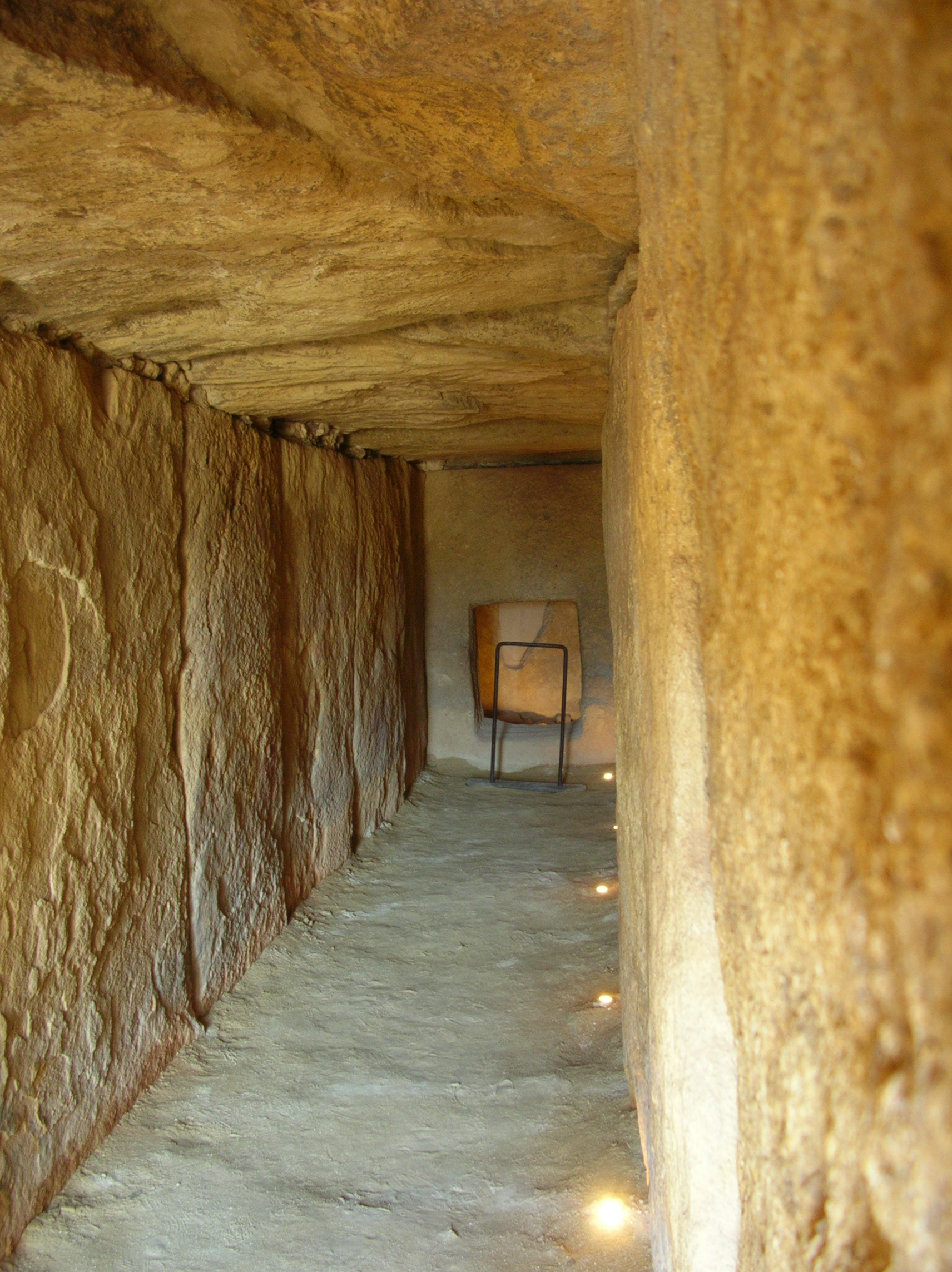
L'interno della camera.

Il dolmen di Viera o dolmen de los Hermanos Viera è un dolmen, una tomba megalitica a camera singola, situato ad Antequera, nella provincia di Malaga in Andalusia in Spagna. Si trova a soli 70 metri dal Dolmen di Menga e a circa 4 km da un'altra struttura nota come Tholos del Romeral. Fu scoperto, tra il 1903 e il 1905, dai fratelli Antonio e José Viera di Antequera, che scoprirono anche il Romeral.

## Descrizione
Come il dolmen di Menga, è costruito con una tecnica ortostatica: grosse pietre messe in piedi. Consiste in un lungo corridoio formato da ventisette pietre, che conduce ad una camera rettangolare. Si presume che si tratti di una camera funeraria, sebbene vi siano stati scoperti solo strumenti in silice, ossa e ceramiche. La camera funeraria ha dimensioni diverse rispetto al corridoio: è alta poco più di 200 cm e larga 180, mentre il corridoio è alto 185 cm e largo da 130 cm all'ingresso a 160 dove incontra la camera ed è lungo poco più di 21 metri. Le pietre vanno da 20 cm a 50 cm di spessore. 
Il dolmen è coperto da un tumulo di 50 m di diametro. Come la maggior parte delle tombe iberiche, è orientata leggermente a sud-est (96°), situata in modo che al solstizio d'estate la luce del sole, all'alba, illumini la camera funeraria.
I lati sinistro e destro del corridoio sembrano essere stati costituiti, in origine, da sedici lastre ciascuno; quattordici rimangono a sinistra e 15 a destra. Cinque lastre più grandi sono intatte nel tetto, e vi sono frammenti di altre due; sembrerebbe che altre tre o quattro siano andate completamente perdute. La fine del corridoio è un unico grande monolite con un foro quadrato al centro. Questo e altri tre monoliti circondano la camera C'è una notevole differenza tra le pietre dei lati e quelle del tetto: le prime sono lavorate molto più accuratamente e si inseriscono perfettamente nelle rientranze praticate nelle pietre di ingresso e del pavimento.

## Storia
Il Dolmen di Viera fu costruito durante l'età del rame, 3510-3020 a.C. circa. Ha lo status di monumento nazionale dal 1923.

## Stato attuale
Il sito è di proprietà del Consiglio della Cultura del governo autonomo andaluso, che lo gestisce come parte del Conjunto Arqueológico Dólmenes de Antequera. Il dolmen è stato restaurato di recente, ed è visitabile. 
Nel 2016, i dolmen di Menga, Viera e del Romeral sono stati iscritti nel sito del patrimonio mondiale dell'UNESCO con il nome di Sito dei dolmen di Antequera.